# Essência
Albums de Madredeus
Castelos na areia
(2010) Capricho sentimental
(2015)
Essência est le douzième album du groupe portugais Madredeus sorti le 10 avril 2012 sur Sony Records au Portugal. 

## Titres de l'album
1. Ao longe o mar
2. Amanhã
3. O pomar das laranjeiras
4. O paraíso
5. Palpitação
6. A Sombra
7. A confissão
8. O navio
9. Coisas pequenas
10. A lira solidão no oceano
11. A estrada da montanha
12. O sonho
13. Adeuse... nem voltei

## Musiciens
- Beatriz Nunes : chant
- Pedro Ayres Magalhães : guitare classique
- Carlos Maria Trindade : synthétiseurs
- Luís Clode : violoncelle